# Porcellio cavernicolus
Porcellio cavernicolus is een pissebed uit de familie Porcellionidae. De wetenschappelijke naam van de soort is voor het eerst geldig gepubliceerd in 1945 door Albert Vandel.